# Staphylaea
Staphylaea is een geslacht van weekdieren uit de klasse van de Gastropoda (slakken).

## Soorten
- Staphylaea limacina (Lamarck, 1810)
- Staphylaea semiplota (Mighels, 1845)
- Staphylaea staphylaea (Linnaeus, 1758)